# Instituto de Astrofísica de Canarias

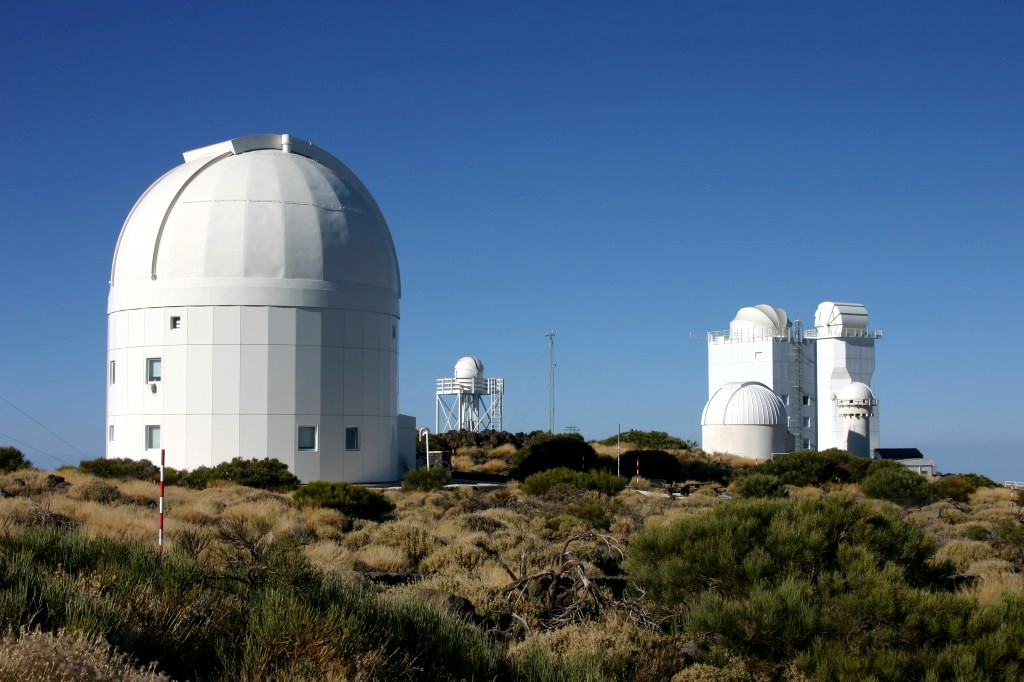
Stazione dell'ESA nell'osservatorio del Teide

L'Instituto de Astrofísica de Canarias (IAC) è un istituto di ricerca spagnolo situato nell'isola di Tenerife (isole Canarie, Spagna).
Fu fondato nel 1975 dall'Università di La Laguna.
L'istituto gestisce due osservatori astronomici professionali nelle isole Canarie:
- Osservatorio del Roque de los Muchachos nell'isola di La Palma
- Osservatorio del Teide nell'isola di Tenerife.

Nel 1964 venne installato il primo telescopio, ma l'istituto vero e proprio fu creato nel 1975. Diciannove paesi oggi sono entrati a far parte della struttura; essa dispone degli osservatori del Teide (Tenerife), e del Roque de los Muchachos a La Palma; insieme costituiscono l'Osservatorio Nord Europeo (ENO). I telescopi utilizzati si avvantaggiano delle condizioni atmosferiche le quali sono molto propizie ed idonee all'osservazione astronomica. L'istituto è situato sulla laguna nell'isola di Tenerife. Il settore amministrativo ed il centro di ricerca è situato nel comune di San Cristóbal de La Laguna

## Storia

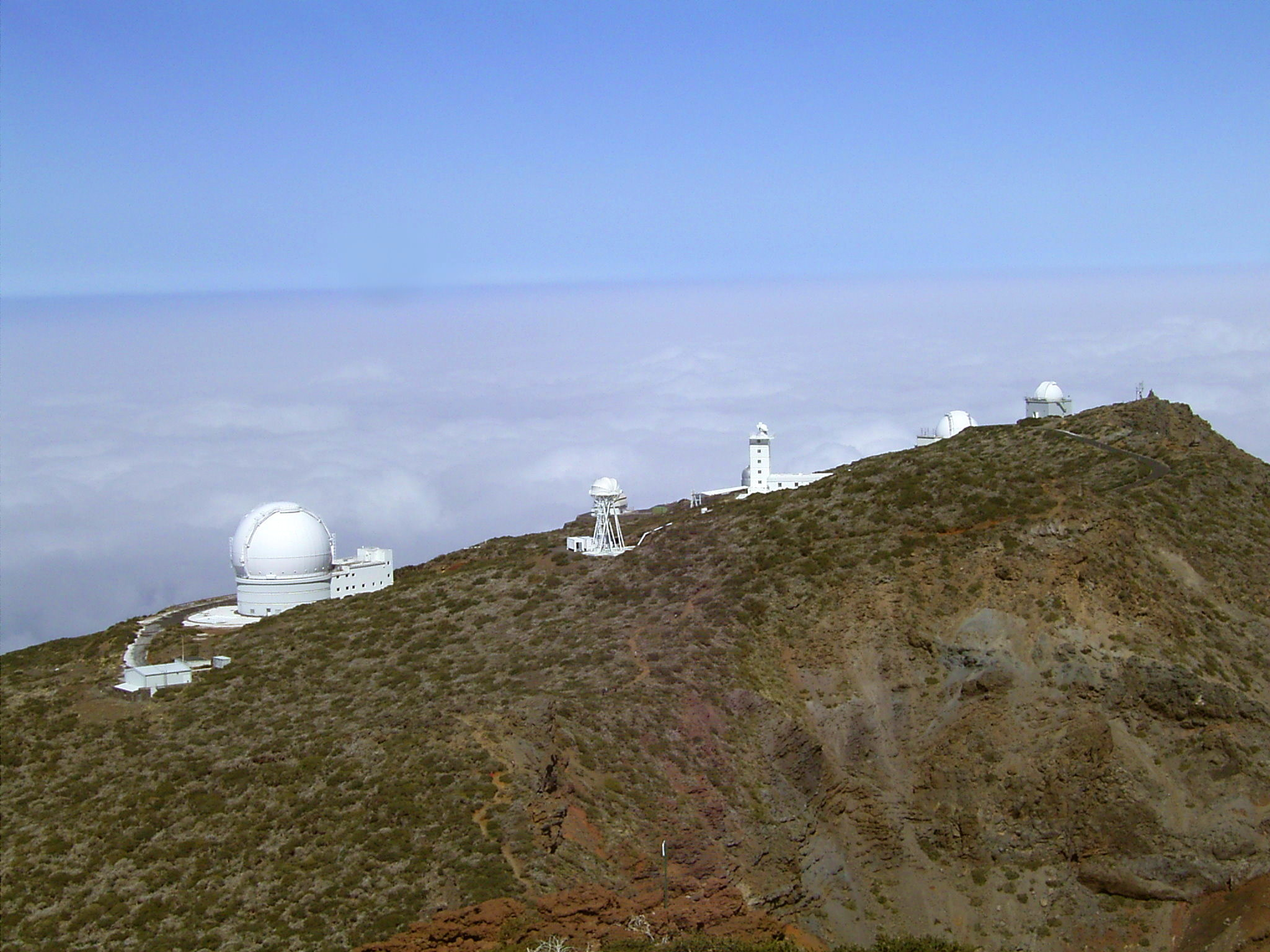
Roque de los Muchachos, La Palma

L'osservatorio di Teide è stato fondato nel 1959 ed il primo telescopio ha visto la luce nel 1964, grazie ad un accordo con l'università di Bordeaux. Nel 1975 è stato fondato il vero e proprio istituto di Astrofisica come parte integrante dell'università di La Laguna. Nel 1979 la Spagna ha firmato l'accordo ed il protocollo di cooperazione con la Danimarca, Svezia e Regno Unito, il quale accordo ha consentito l'arrivo dei moderni telescopi nei vari osservatori. Nel 1982 l'IAC è diventato ente pubblico gestito dal governo ed ha acquisito come partner la Comunità autonoma delle isole Canarie, l'Università de La Laguna ed il Centro Superiore di Ricerca Scientifica. Successivamente sono entrati a far parte: Germania, Finlandia, Francia e Norvegia, col passare del tempo altre nazioni si sono unite all'istituto. Nel 1994 è stato raggiunto un accordo con l'agenzia spaziale europea per installare un telescopio nell'osservatorio di Teide e nel 2000 è stato acquistato un territorio a Breña Baja (La Palma) per il Centro Comun de Astrofísica en La Palma, che consentirà all'isola di essere dotata di maggiori e migliori infrastrutture per supportare l'osservatorio. Nel 1994 si è decisa la costruzione del Gran Telescopio Canarias, sostenuto dal governo; ciò ha permesso nel 1998 di iniziare la costruzione del telescopio, nel sito de La Palma, che una volta terminato sarà uno dei più grandi ed avanzati nel mondo.

## Presidente onorario
Nel 2016, lo scienziato inglese Stephen Hawking è stato nominato professore onorario dell'Istituto di astrofisica delle Isole Canarie. Tale riconoscimento è il primo di questo tipo concessa da questo centro.